# Krisztián Németh
Krisztián Németh, född 5 januari 1989 i Győr, är en ungersk fotbollsspelare som spelar för DAC 1904 Dunajská Streda. 

## Klubbkarriär
Mellan 2005 och 2007 spelade han i det ungerska laget MTK Hungária FC som under hans sista år i klubben kom tvåa i ligan. Sommaren 2007 värvades han av den engelska Premier League-klubben Liverpool. Han lyckades dock inte slå sig in i laget och såldes i augusti 2010 till grekiska Olympiakos utan att ha spelat en enda tävlingsmatch med Liverpool.

## Landslagskarriär
Innan han debuterade i det ungerska landslaget i maj 2010 hade han även representerat Ungern på U17-, U19-, U20- och U21-nivå.